# Gaedia
Gaedia là một chi ruồi trong họ Tachinidae.

## Các loài
- Gaedia connexa (Meigen, 1824)[2]
- Gaedia distincta Egger, 1861[5]
- Gaedia hispanica Mesnil, 1953[6]
- Gaedia lauta Richter, 1969[7]